# 馬爾伊夫卡 (希里亞葉韋區)
47°26′57″N 30°20′17″E / 47.44917°N 30.33806°E
馬爾伊夫卡（烏克蘭語：Мар'ївка）是位於烏克蘭西南部的村莊，由敖德萨州贝雷济夫卡区的舊馬亞基市鎮負責管轄。該村始建於1795年，面積0.68平方公里，海拔高度44米，2001年人口66，人口密度每平方公里97.06人。